# Bandiera del Regno di Sardegna sabaudo
La bandiera del Regno di Sardegna, in periodo sabaudo, seguì il passaggio di questo stato da regno della penisola italiana a Regno d'Italia: il primo vessillo era infatti simile alla bandiera del Ducato di Savoia, l'ultima fu poi adottata come bandiera del Regno d'Italia.

## Storia
Nel 1814, il Regno di Sardegna ottenne la Repubblica di Genova. Al vessillo marino sardo, che prevedeva un campo azzurro con inquartate le croci di Savoia, di Piemonte e di Sardegna, venne innestata la croce di Genova. Secondo Michelini, questo vessillo fu poi dichiarato nazionale. Secondo Gerbaix, la marina mercantile e di guerra inaugurò nel 1814 un bandiera speciale simile a quella inglese, con drappo azzurro e croce bianca, nel campo superiore vicino all'asta una croce bianca bordata di rosso (per ricordare la croce di Savoia), ed in mezzo alla croce bianca una piccola croce rossa. Le navi da guerra avevano in aggiunta una corona reale. Secondo Gerbaix, questo vessillo fu in uso fino al 1848. Le Regie patenti del 30 dicembre 1814 dichiaravano che le armi di Genova avrebbero fatto parte dello stemma e i colori sarebbero entrati nella bandiera. Le Regie patenti del 13 gennaio 1827 stabilirono le punizioni per i capitani o patroni che alterassero le proporzioni della bandiera nella marina mercantile.

## Bandiere

Bandiera del Regno di Sardegna (XIV secolo - 1848)
Stendardo reale dei Savoia (1720-1848) e Bandiera di Stato (XVI  - XVIII secolo)
Bandiera navale sabauda in uso nel XVIII secolo
Bandiera della marina militare (1785-1802)
Bandiera della marina mercantile (1802-1814)
Bandiera della marina militare (1802-1814)
Bandiera della marina mercantile e militare (1814-1816)[4]
Bandiera nazionale e della marina mercantile (1816-1848)[6]
Bandiera della marina militare (1816-1848)[4]
Bandiera della marina militare utilizzata come variante rispetto a quella di Stato (1816-1848) aspect ratio 31:76
Bandiera nazionale e di Guerra (1848-1851)
Bandiera nazionale e della marina mercantile (1851–1861), il Tricolore con lo stemma sabaudo
Bandiera di Stato e della marina militare (1851-1861): consiste nella Bandiera nazionale con una corona che sormonta lo stemma sabaudo
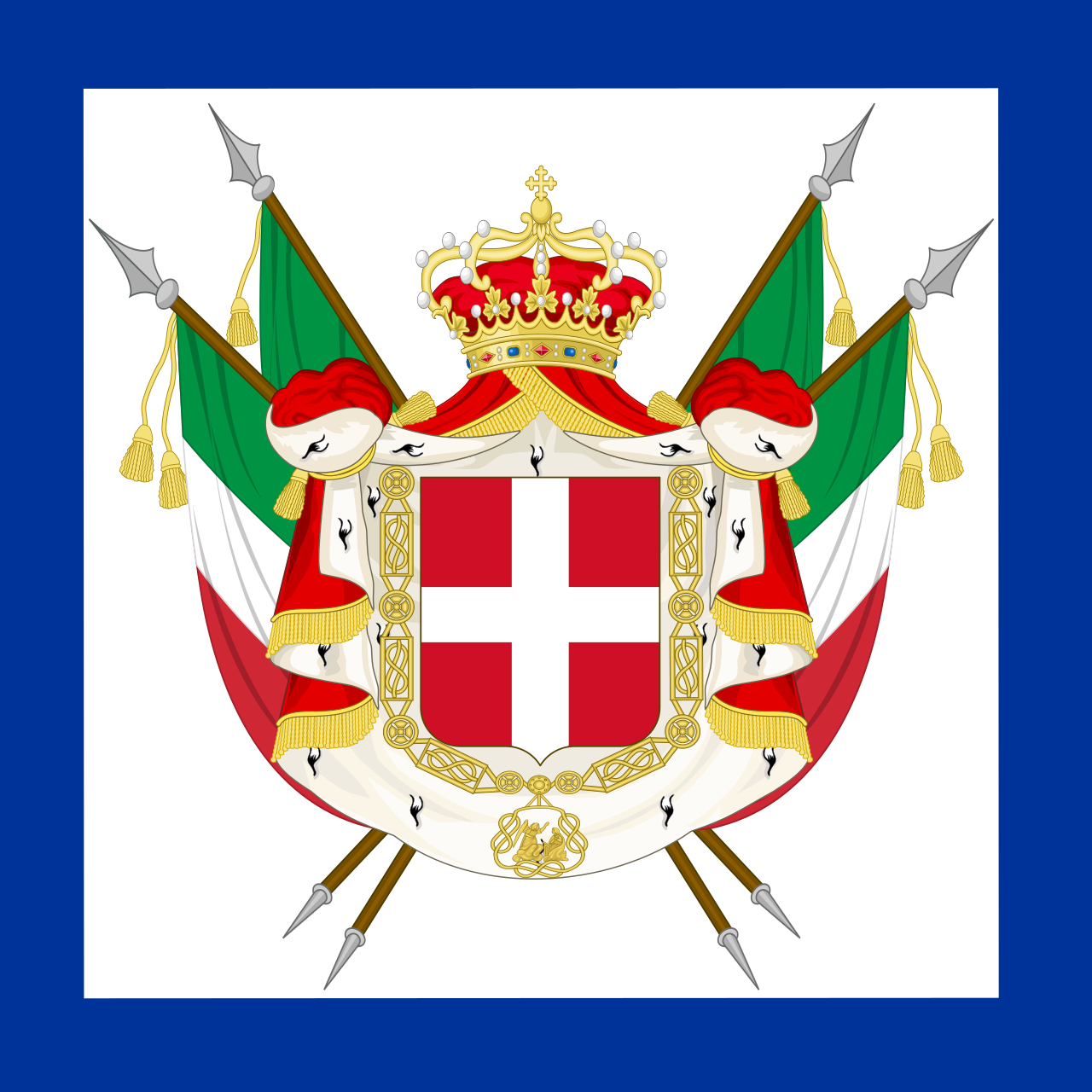
Stendardo reale (1848-1861)
Stendardo del Principe Ereditario (1848-1861)

## Stemmi

(1720-1815)
(1815-1833)
(1833-1848)
(1848-1861)